# 安斉雄虎
安斉 雄虎（あんざい たけとら、1991年10月28日 - ）は、神奈川県座間市出身の元プロ野球選手（投手）。右投右打。2011年の登録名は「雄虎」。

## 経歴

### プロ入り前
会社に勤務しながら草野球の選手として大洋ホエールズの入団テストを受験したほど野球の好きな実父の影響で、座間市立座間小学校では、実父がコーチを務める少年野球チームの「座間パイレーツ」へ1年生から参加。座間市立西中学校から、向上高校に進学した。中学の同級生には真野恵里菜がいる。
高校1年生から投手に専念したが、2年生までは無名の控え投手だった。3年時の神奈川県春季大会4回戦で、東海大相模高校を8回1失点に抑えるとともに、2対1でチームをベスト8入りに導いたことで一躍脚光を浴びた。夏の神奈川県大会でもベスト8に入ったが、春に続いて横浜創学館高校に敗退。それでも、190センチの長身から投げ込む直球が140km/h台後半を計測したことで、「制球力・変化球こそ未完成ながら、潜在能力が非常に高く、速球派右腕に成長する可能性を秘めた大型の右腕投手」として複数のプロ野球球団から注目された。
2009年のドラフト会議で、大洋の後身球団・横浜ベイスターズから3巡目で指名。契約金4500万円・年俸500万円（いずれも推定金額）で契約した。

### プロ入り後

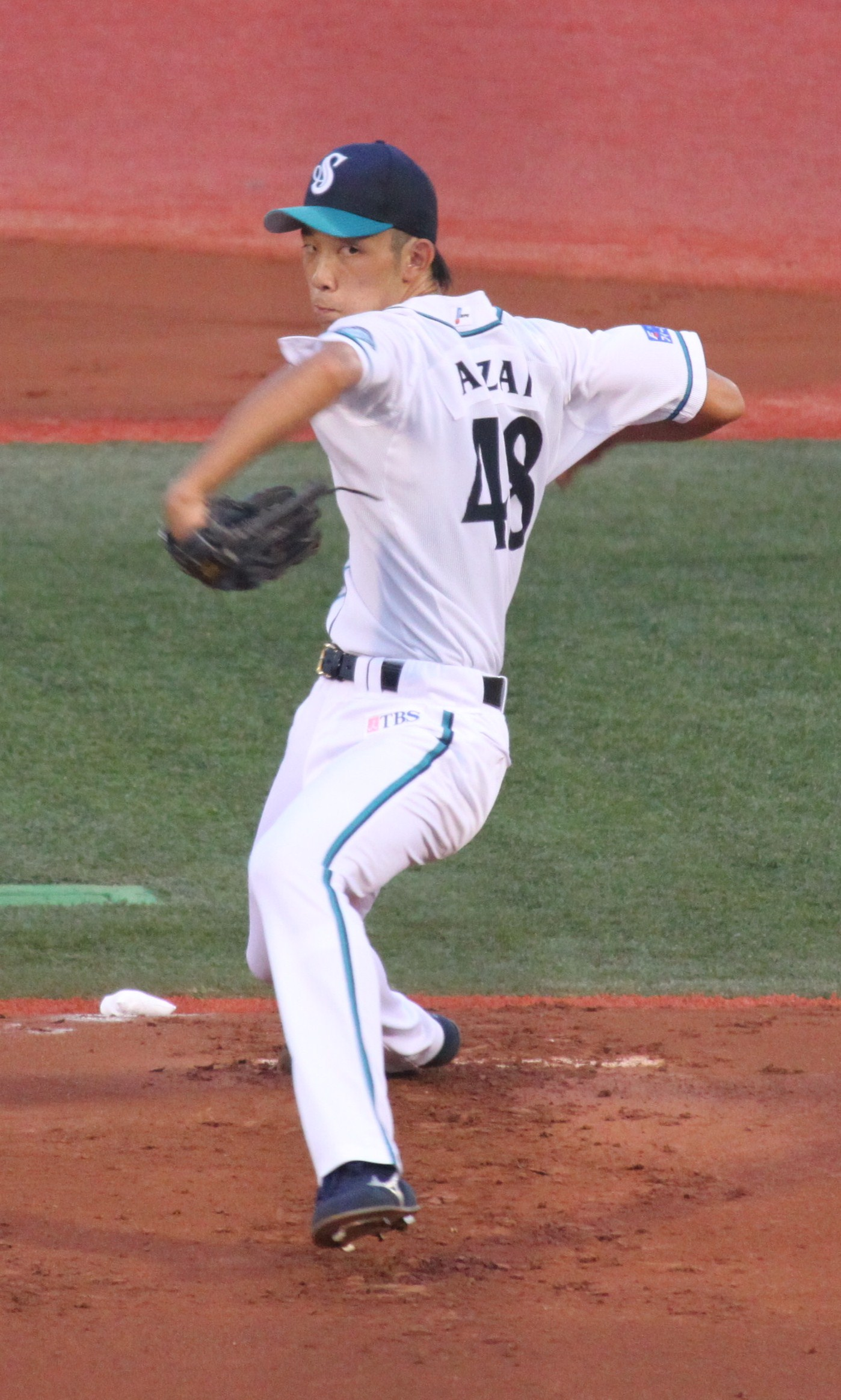
2010年8月15日、横須賀スタジアムにて

2010年、一軍昇格こそならなかったものの、イースタン・リーグでは公式戦14試合の登板で4勝3敗を記録。シーズン終了後の12月6日には、2011年からの登録名を雄虎に変更することが球団から発表された。
2011年、4月に利き腕の右肘を疲労骨折。この影響で、一軍・二軍とも公式戦へ登板できなかった。ちなみに、安斉は後に、「2年目以降、自分のイメージで投げられなくなった」と述懐している。
2012年、1月6日に球団から、登録名を本名の安斉雄虎に戻すことが発表。シーズンに入ってからは、自己最速を更新する153km/hを記録するもイースタン・リーグの公式戦6試合に登板したが、前年の故障の影響で制球が定まらなくなった。。
2013年、イースタン・リーグでは公式戦7試合に登板したものの、2年連続で未勝利に終わった。入団以来一軍公式戦への登板機会がないまま、10月3日に球団から戦力外を通告。通告後には、2度にわたって12球団合同トライアウトへ参加した。第1回のトライアウトで4者連続奪三振と好投した後に、「日本人指導者のいる韓国の独立球団」として高陽ワンダーズから入団を打診されたが、NPB球団への復帰を強く希望していることから固辞。そのまま第2回のトライアウトへ参加したものの、獲得のオファーはなかった。
2014年3月6日にBCリーグ、富山サンダーバーズへの入団が発表された。同年10月24日、任意引退を理由に退団することが発表された。

### 現役引退後
引退後はスポーツ専門店チェーン「スポーツオーソリティ」の横浜市内店に勤務。
2016年の学生野球資格回復研修を受講した上で、翌2017年2月7日に日本学生野球協会より学生野球資格回復の適性認定を受けたことにより、学生野球選手への指導が可能となった。一時期は土居龍太郎とともに少年野球チーム「横浜保土ヶ谷ボーイズ」のコーチを務めていた。

## 詳細情報

### 年度別投手成績
- 一軍公式戦出場なし

### 独立リーグでの投手成績
| 年 度     | 球 団     | 登 板 | 勝 利 | 敗 戦 | セ 丨 ブ | 完 投 | 勝 率 | 投 球 回 | 打 者 | 被 安 打 | 被 本 塁 打 | 奪 三 振 | 与 四 球 | 与 死 球 | 失 点 | 自 責 点 | 暴 投 | ボ 丨 ク | 失 策 | 防 御 率 | W H I P |
| --------- | --------- | ----- | ----- | ----- | -------- | ----- | ----- | -------- | ----- | -------- | ----------- | -------- | -------- | -------- | ----- | -------- | ----- | -------- | ----- | -------- | ------- |
| 2014      | 富山      | 8     | 0     | 2     | 0        | 0     | .000  | 15.2     | 93    | 29       | 1           | 11       | 16       | 4        | 28    | 27       | 4     | 0        | 0     | 15.51    | 2.96    |
| 通算：1年 | 通算：1年 | 8     | 0     | 2     | 0        | 0     | .000  | 15.2     | 93    | 29       | 1           | 11       | 16       | 4        | 28    | 27       | 4     | 0        | 0     | 15.51    | 2.96    |

### 背番号
- 48 （2010年 - 2013年）
- 42 （2014年）

### 登録名
- 安斉 雄虎 （あんざい たけとら、2010年、2012年 - 2014年）
- 雄虎 （たけとら、2011年）